# The Alice
The Alice é um filme australiano lançado em 2004.